# 阿多勒
阿多勒（法語：Hadol，法語發音：[adɔl] ⓘ）是法国大东部大区孚日省的一个市镇，位于该省中南部，省会埃皮纳勒市区以南大约12公里处，属于埃皮纳勒区和埃皮纳勒城市圈公共社区。

## 历史
阿多勒建于法国大革命后，由当地的多个相离较远的村庄组成。

## 地理
阿多勒（48°5'28"N, 6°28'42"E）面积49.05 平方千米，位于法国大東部大區孚日省，该省份为法国东北部内陆省份，北起默兹省和默尔特-摩泽尔省，西接上马恩省，南至上索恩省和贝尔福地区省，东临上莱茵省和下莱茵省。
与阿多勒接壤的市镇（或旧市镇、城区）包括：埃皮纳勒、克塞蒂尼、拉翁欧布瓦、于里梅尼勒、于兹曼、阿尔什、杜努。
阿多勒的时区为UTC+01:00、UTC+02:00（夏令时）。

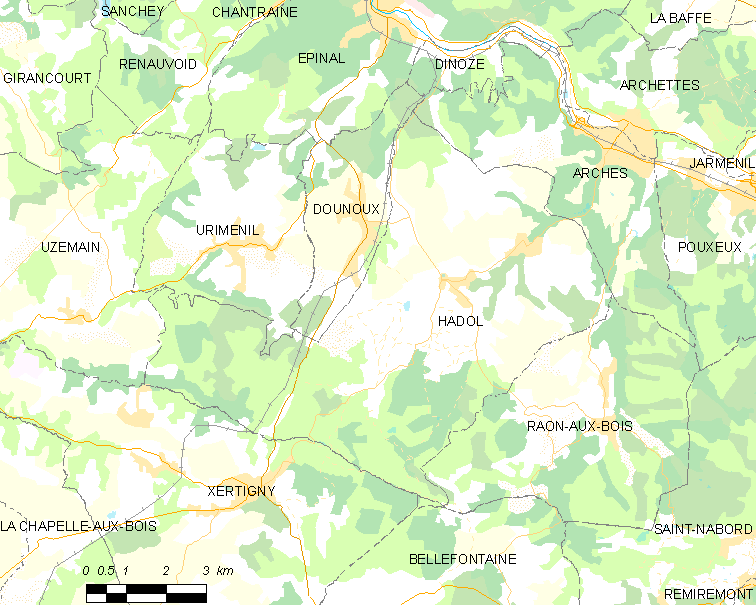
阿多勒的OSM定位图

## 行政
阿多勒的邮政编码为88220，INSEE市镇编码为88225。

## 政治
阿多勒所属的省级选区为勒瓦勒达若勒县。

## 交通
孚日省省道D12线和D44线在镇中心交汇，另有省道D434线从境内西南部过境。

## 人口

1962-2008年间阿多勒人口变化图示

阿多勒于2022年1月1日时的人口数量为2331人。